# Luis Oropeza
Luis Enrique Oropeza Sonoqui (27 de octubre de 1995, Hermosillo,  Sonora, México) es un futbolista mexicano, juega como centrocampista y actualmente se encuentra sin equipo.

## Trayectoria

### Pumas Tabasco
El 27 de mayo de 2021 se hace oficial su llegada a Pumas Tabasco tras estar libre durante un año. Su debut con el club fue el 30 de julio ante Alebrijes de Oaxaca en un partido de liga, arrancó como titular y salió de cambio al minuto 45', al final el encuentro terminó empatado a cero anotaciones.

## Estadísticas

### Clubes
Actualizado al último partido jugado el 11 de abril de 2023.
| Cimarrones de Sonora · México     | 2.ª                 | 2015-16             | 13  | 1 | -  | - | - | - | 13  | 1 | 0.07 |
| Cimarrones de Sonora · México     | 2.ª                 | 2016-17             | 7   | 0 | 3  | 0 | - | - | 10  | 0 | 0.00 |
| Cimarrones de Sonora · México     | 2.ª                 | 2017-18             | 25  | 3 | 4  | 0 | - | - | 29  | 3 | 0.10 |
| Cimarrones de Sonora · México     | 2.ª                 | 2018-19             | 17  | 0 | 4  | 0 | - | - | 21  | 0 | 0.00 |
| Cimarrones de Sonora · México     | 2.ª                 | 2019-20             | 16  | 2 | 1  | 0 | - | - | 17  | 2 | 0.12 |
| Cimarrones de Sonora · México     | Total               | Total               | 78  | 6 | 12 | 0 | 0 | 0 | 90  | 6 | 0.05 |
| Pumas Tabasco · México            | 2.ª                 | 2021-22             | 17  | 1 | -  | - | - | - | 17  | 1 | 0.06 |
| Pumas Tabasco · México            | 2.ª                 | 2022-23             | 21  | 0 | -  | - | - | - | 21  | 0 | 0.00 |
| Pumas Tabasco · México            | Total               | Total               | 38  | 1 | 0  | 0 | 0 | 0 | 38  | 1 | 0.03 |
| Total en su carrera               | Total en su carrera | Total en su carrera | 116 | 7 | 12 | 0 | 0 | 0 | 128 | 7 | 0.06 |
| (1) Incluye datos de Copa México. |                     |                     |     |   |    |   |   |   |     |   |      |